# Hervormde kerk (Eersel)
De Hervormde kerk is een protestants kerkgebouw in de Noord-Brabantse plaats Eersel, gelegen aan de Markt 38.
Dit bakstenen kerkje werd gebouwd in 1812 en in 1861 werd het nog herbouwd.
Het is gebouwd op de plattegrond van een langwerpig achtkant. Op het dak bevindt zich een dakruiter met klok. Het kerkmeubilair omvat een 18e-eeuwse preekstoel met een zandloperhouder en koperen lezenaar, eveneens uit de 18e eeuw.

## Vergelijkbare en nabij gelegen kerkjes
- Protestantse kerk (Bergeijk)
- Witte kerkje (Bladel)
- Hervormde kerk (Hapert)
- Rode kerkje (Hoogeloon)